# Triangulering
Triangulering er en metode til opmåling ved brug af en trekant eller ved at inddele et område i et net af trekanter hvis vinkler måles. Kender man en side af en trekant og samtidig to vinkler i samme trekant kan man regne de to andre sider og den sidste vinkel ud.
Metoden kan bruges til måling af højde, afstand til skibe på havet og med et net bredt ud over et større områder kan man finde punkter til brug for korttegning.